# 佩德拉阿祖尔
佩德拉阿祖尔是巴西米纳斯吉拉斯州的一个市镇。总面积1618.686平方公里，总人口25798人，人口密度15.9人/平方公里。